# James Kelly
James Kelly (20 de abril de 1860 - 17 de septiembre de 1929) fue un joven tapicero que, pocos meses antes de sobrevenir la secuencia de crímenes contra prostitutas en Whitechapel, se fugó del hospital psiquiátrico inglés de Broadmoor donde lo habían recluido por asesinar a su esposa. Kelly es uno de los muchos sospechosos de ser el asesino en serie Jack el Destripador.

## Biografía
James Kelly nació el 20 de abril de 1860 en Preston, Lancashire, siendo hijo natural de Sarah Kelly quien dejó al infante al cuidado de su abuela Therese. La madre se desentendió del niño, pero al menos le legó una pequeña fortuna valuada en 20.000 libras a ser administrada por una reserva fiduciaria, de la cual el beneficiario podría disponer al cumplir los veinticinco años.
Con dieciocho años, en 1878, comenzó su actividad como tapicero, empleándose al servicio de sucesivos patronos. A sus veinte años conoció a Sarah Brider de diecinueve años, moza recatada, de familia católica y muy trabajadora. Se pone de novio con la chica siendo bien recibido por los padres de ella, pasando a residir en el número 21 de la calle Lane en el hogar de sus futuros suegros.
James pierde su empleo de tapicero a raíz de sus rarezas y sus explosiones temperamentales. Días después, el cuatro de junio de 1883, contrae enlace con su novia en ceremonia religiosa celebrada en la parroquia de San Lucas. El joven se había casado con la muchacha que aparentemente amaba, pero estaba destinado a no ser feliz con ella. Reñía y desplegaba celos obsesivos recriminando a su flamante esposa sus pretendidas infidelidades. Entre otras acusaciones, le enrostraba haberle trasmitido una enfermedad venérea.
En este convulso entorno fue que el 21 de junio de 1883, a sólo diecisiete días de haberse casado y durante el curso de una violenta pelea, el tapicero extrajo de sus ropas una filosa navaja de muelle con la cual rasgó profundamente el cuello de su mujer.
Se arrestó al atacante, quien no ofreció resistencia, y la agredida cónyuge expiró el 24 de junio de 1883. Al día siguiente el uxoricida fue imputado de homicidio especialmente agravado, luego de que el primer médico forense que lo examinase lo encontró perfectamente apto.
A despecho de las apelaciones de sus abogados y de las peticiones de clemencia, el fin en la horca parecía inexorable, y el 20 de agosto de ese año de 1883 debía cumplirse la sentencia de muerte.
Pero casi milagrosamente el procesado salva su vida. El 7 de agosto el doctor W. Orange, superintendente del hospital psiquiátrico de Broadmoor, lo examina y decide que está completamente orate. Las declaraciones de su antiguo jefe, Mr. Hiron, aportando pormenores sobre las actitudes anormales de su exempleado, contribuyeron a que se le conmutase la fatídica sentencia.
El recluso pasará ahora a cumplir pena de confinamiento por tiempo indefinido dentro de aquel asilo.
Durante cinco años James Kelly se mostró como un interno modelo. Pero todo era una farsa para hacer bajar la guardia a sus captores. Con suma astucia y paciencia, sirviéndose de un trozo de metal que modeló a tal fin, fabricó una llave con la cual abrió la puerta principal del asilo y se escapó tranquilamente el 23 de enero de 1888.
Pendía sobre el prófugo orden de aprehensión para restituirlo al hospital, y la policía fue a buscarlo pensando que se refugiaba en la casa de sus suegros. El 10 de noviembre de 1888, o sea el día después de la horrible muerte de Mary Jane Kelly, se practicó una redada en ese domicilio, pero el fugado no estaba allí y nadie conocía su paradero.
Permaneció libre durante casi cuarenta años, hasta que en 1927 retornó imprevistamente por propia voluntad al asilo de Broadmoor, rogando que lo admitieran pues, conforme sus palabras recogidas por un periódico: “estoy muy cansado y quiero morir junto a mis amigos”.
Fue su última reclusión y sólo vivió dos años más. En 1929 expiró a causa de neumonía lobular doble, según consta en su certificado de defunción.

## Sospechas e investigaciones
Durante los dos últimos años de su vida en los que permaneció enclaustrado, James Kelly escribió unas memorias que el investigador policial Ed Norris afirmó, en un programa de Discovery Channel, haber leído. En esas notas, aunque el redactor no confiesa haber sido Jack el Destripador, trasunta un enfermizo odio hacia las prostitutas. Además, en su propio diario personal reconoce que estaba escondido en Londres entre los meses de agosto y noviembre de 1888, es decir: desde el inicio hasta el término de la matanza.
Según un estudio realizado para el documental titulado "Jack el destripador en América" para Discovery Channel, el matador de prostitutas sería este hombre. La principal sospecha le recae por ser considerado un asesino psicótico que escapó del asilo psiquiátrico de Broadmoor en Inglaterra y que habría viajado, luego del cese de los asesinatos en el país británico, hacia Norteamérica.
Los indicios que en este caso atraen las suspicacias radican en que, estando ya en tierra norteamericana, se produjo el asesinato de una prostituta con las mismas características que los de Londres. A su vez, en una carta dirigida a un diario, un anónimo remitente declaraba ser Jack el Destripador y amenazaba con consumar un nuevo crimen. Esa advertencia periodística se formuló con anterioridad a que resultase masacrada en la habitación de un mísero hotel de Nueva Jersey la meretriz Carrie Brown el 24 de abril de 1891, otra posible víctima del Destripador y, según esta hipótesis, de James Kelly.
James Kelly retornaría en 1927, casi cuarenta años después de su inicial fuga, al hospital psiquiátrico. Se hallaba enfermo y envejecido, y contaría que durante su larga estadía en los Estados Unidos se dedicó a luchar "con el mal".